# Andressa Alves
Andressa Alves da Silva (São Paulo, Brasil; 10 de noviembre de 1992) es una futbolista profesional brasileña que juega como delantera y su actual equipo es el Houston Dash de la National Women's Soccer League de Estados Unidos. Es internacional con la selección de Brasil.

## Trayectoria
Ha jugado en Brasil para CA Juventus (2010), el Foz Cataratas (2011-12), Centro Olímpico (2013), AE Ferroviária (2013), São José FC (2013-14), (en Francia) Montpellier HSC (2015-2016), y en España para el FC Barcelona (2016-2019).

## Selección nacional
Tras jugar los Mundiales sub-20 2010 y 2012, en 2012 debutó con la selección brasileña absoluta, con la que ha ganado la Copa América 2014 y los Juegos Panamericanos 2015. También ha jugado el Mundial 2015 (donde marcó el gol de la victoria en el Brasil 1-0 España de la 2ª jornada).

### Participaciones en Copas Américas
| Mundial           | Sede    | Resultado | Partidos | Goles |
| ----------------- | ------- | --------- | -------- | ----- |
| Copa América 2014 | Ecuador | Campeón   | 6        | 3     |

### Participaciones en Copas del Mundo
| Mundial                      | Sede     | Resultado        |
| ---------------------------- | -------- | ---------------- |
| Mundial Femenino sub-20 2010 | Alemania | Primera Fase     |
| Mundial Femenino sub-20 2012 | Japón    | Primera Fase     |
| Mundial Femenino 2015        | Canadá   | Octavos de final |
| Juegos Panamericanos 2015    | Canadá   | Campeón          |
| Mundial Femenino 2019        | Francia  | Octavos de final |

### Participaciones en Juegos Olímpicos
| Mundial               | Sede   | Resultado    | Partidos | Goles |
| --------------------- | ------ | ------------ | -------- | ----- |
| Juegos Olímpicos 2016 | Brasil | Cuarto lugar | 7        | 1     |

## Clubes
| Club            | País           | Año             |
| --------------- | -------------- | --------------- |
| CA Juventus     | Brasil         | 2010 - 2011     |
| Foz Cataratas   | Brasil         | 2011 - 2012     |
| Centro Olímpico | Brasil         | 2013            |
| Ferroviária     | Brasil         | 2013            |
| São José FC     | Brasil         | 2013 - 2014     |
| Montpellier HSC | Francia        | 2015 - 2016     |
| F. C. Barcelona | España         | 2016 - 2019     |
| AS Roma         | Italia         | 2019 - 2023     |
| Houston Dash    | Estados Unidos | 2023 - presente |

## Palmarés

### Campeonatos nacionales
| Título               | Club          | País   | Año     |
| -------------------- | ------------- | ------ | ------- |
| Copa de Brasil       | Foz Cataratas | Brasil | 2011    |
| Copa de Brasil       | São José      | Brasil | 2013    |
| Copa Cataluña        | FC Barcelona  | España | 2016    |
| Copa Cataluña        | FC Barcelona  | España | 2017    |
| Copa de la Reina     | FC Barcelona  | España | 2017    |
| Copa de la Reina     | FC Barcelona  | España | 2018    |
| Copa Cataluña        | FC Barcelona  | España | 2018    |
| Copa Italia Femenina | Roma          | Italia | 2020-21 |

### Copas internacionales
| Título                     | Equipo   | Sede    | Año  |
| -------------------------- | -------- | ------- | ---- |
| Copa Libertadores Femenina | São José | Brasil  | 2013 |
| Copa Libertadores Femenina | São José | Brasil  | 2014 |
| Copa América Femenina      | Brasil   | Ecuador | 2014 |
| Juegos Panamericanos       | Brasil   | Canadá  | 2015 |
| Copa América Femenina      | Brasil   | Chile   | 2018 |

## Vida personal
Andressa se casó con Francielle en julio de 2020.